# ليكويسا
ليكويسا هي مدينة، في تيمور الشرقية، تقع في مقاطعة ليكويتشيا، بلغ عدد سكانها 5,152 نسمة.